# Герой нашого часу (фільм)
«Герой нашого часу» — радянський художній фільм-екранізація однойменного роману Михайла Лермонтова, знятий в 1966 році. Дилогія складається з двох фільмів — «Бела» і «Максим Максимович. Тамань».

## Сюжет

### «Бела»
Перший фільм дилогії. Початок XIX століття. Печорін — російський офіцер, який служить на Кавказі. Він закохується в дочку місцевого князя Белу і підмовляє її брата Азамата викрасти сестру. Натомість Печорін допоміг Азамату вкрасти коня у лихого джигіта Казбича. Помістивши Белу у себе в фортеці, Печорін довгими залицяннями домагається її любові. Але з часом Бела набридне йому…

### «Максим Максимович. Тамань»
Друга частина кінодилогії розповідає про обставини перебування Печоріна на Тамані і про його службу в фортеці на Кавказі в суспільстві старого доброго служаки Максима Максимовича.

## У ролях
- Володимир Івашов —  Григорій Печорін  (озвучував В'ячеслав Тихонов)
- Сільвія Бєрова —  Бела
- Олексій Чернов —  Максим Максимович
- Микола Бурляєв —  сліпий
- Станіслав Хитров —  слуга Печоріна
- Олександр Орлов —  молодий офіцер
- Світлана Світлична —  Ундіна, контрабандистка
- Софія Пилявська —  стара
- В. Рябиков —  слуга
- Борис Савченко —  Янко
- Олександр Титов —  старий солдат
- Суламбек Мамілов —  Казбич
- Ролан Борашвілі —  Азамат
- Євген Гуров —  лікар
- Барасбі Мулаєв —  князь
- Володимир Рудий —  Митька
- Іраїда Солдатова —  духанщиця
- Мухамед Тубаєв — епізод
- Леонід Юхін — епізод
- Олексій Ванін — епізод
- Петро Кірюткін — епізод
- Георгій Светлані —  служивий
- Михайло Трояновський —  десятник
- Алі Тухужев — епізод
- Р. Кучмазоков — епізод
- О. Мащенко — епізод

## Знімальна група
- Автор сценарію і режисер-постановник — Станіслав Ростоцький
- Оператор — В'ячеслав Шумський
- Художник-постановник — Петро Пашкевич
- Композитор — Кирило Молчанов
- Художник — Костянтин Загорський
- Соло на віолончелі виконує Мстислав Ростропович
- Державний симфонічний оркестр кінематографії (1 серія)
- Оркестр Ленінградської філармонії (2 серія)
  - Диригент: Емін Хачатурян